# Марэйс, Кобус
Кобус Мараис (африк. Jacobus Johannes Marais; род. 5 июля 1994 года, Ричардс-Бей) — южноафриканский регбист, полузащитник веера.

## Биография
Кобус родился в городе Ричардс-Бей, однако вскоре семья переехала в Гроблерсдал. За провинцию Лимпопо выступал, начиная с 13 лет. Выступал за провинцию до 18 лет, в каждом сезоне попадая в списки лучших бомбардиров.
После окончания школы Мараис поступил в академию базирующихся в Претории «Блю Буллз». Прежде чем дебютировать за молодежную команду Кобус попал сразу в основной состав, проведя два матча, после чего отправился назад к молодежи. Команда участвовала в провинциальном чемпионате для юношей не старше 19-ти лет. В итоге юниоры заняли первое место в таблице с 12-тью победами из 12, и пробились в плей-офф. В итоге в полуфинале и финале Мараисс набрал 17 и 15 очков и стал победителем первенства. Набрав в общей сложности 126 очков Кобус стал лучшим бомбардиром. В 2014 году он стал выступать за команду до 21 года, где стал ключевой фигурой. Выходил в стартовом составе по итогам всех 14 матчей. Команда обеспечила выход в плей-офф, закончив регулярный сезон на втором месте. Команда стала чемпионами первенства до 21 года, а Мараис снова стал лучшим бомбардиром со 138 очками. 
В 2015 заявлен за взрослую команду. Сыграл 9 игр, где набрал 85 очков. Сезон 2016 года игрок провел в аренде за команду «Истерн Провинс Элефантс». Аренда оказалась не очень удачной, игрок мало играл, а команда проиграла все свои матчи. Следующие 3 года игрок проводит в клубе «Пумас», где сыграл 30 матчей, набрал 213 очков. В начале 2020 года было объявлено, что игрок присоединился к своим соотечественникам Стефану Малану, Стефану Гриффу, Стефану де Виту а также ряду других, и будет выступать за казанскую команду «Стрела».
В сезоне 2020/21 Мараис стал лучшим бомбардиром «Стрелы» и третьим по результативности игроком Чемпионата России (111 очков). 21 сентября 2021 года стал игроком французского клуба «Берре» (Федераль 1). 7 марта 2022 вернулся в «Стрелу», и в сезоне-2022/23 стал самым результативным игроком Чемпионата России по очкам: 206 очков (4 попытки, 66 реализаций, 18 штрафных).